# Satellite

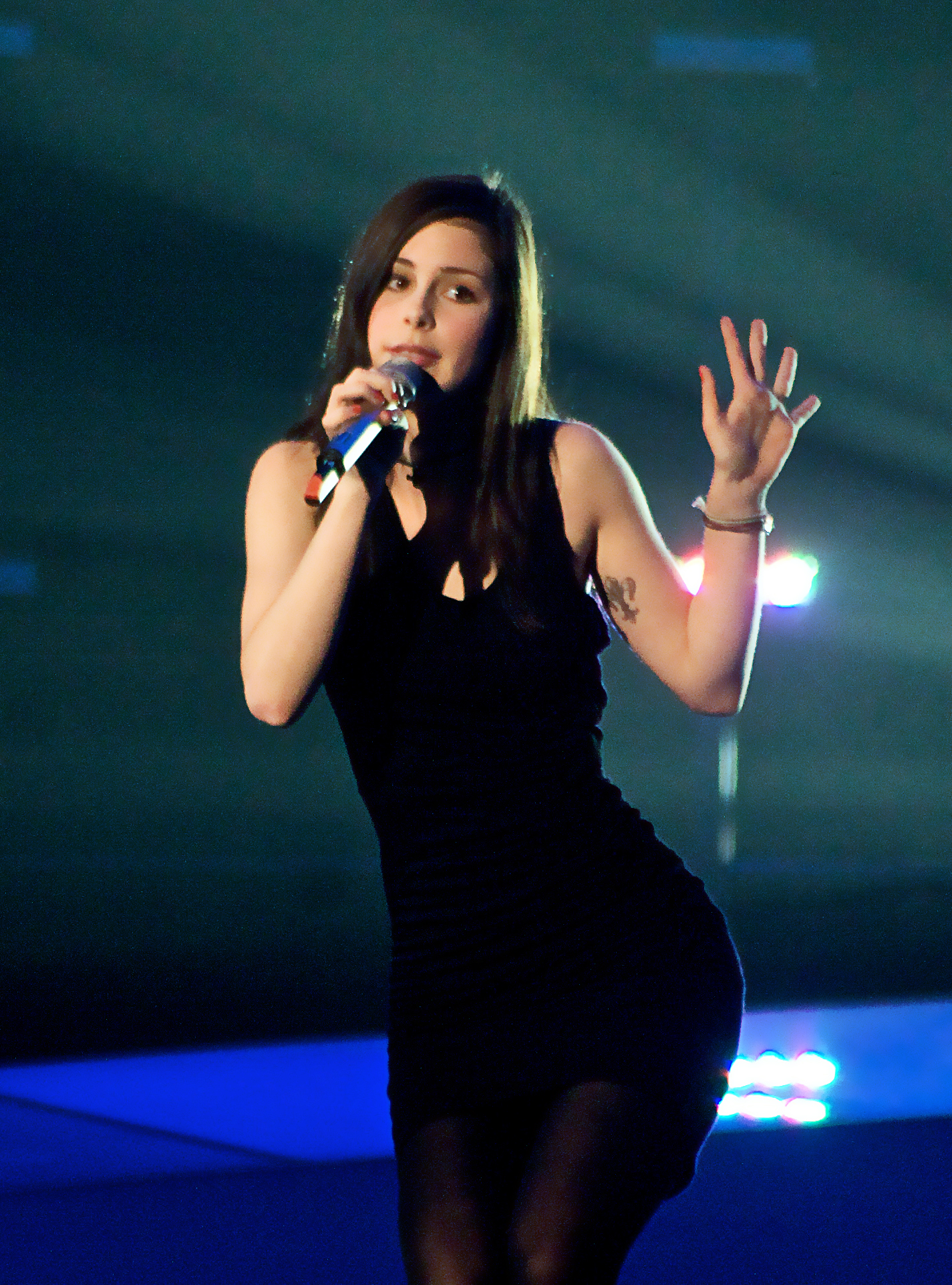
Лена Майер-Ландрут

«Satellite» (укр. Супутник) — пісня у виконанні німецької співачки Лєни Майєр-Ландрут, з якою вона здобула перемогу на конкурсі пісні «Євробачення 2010», який пройшов 29 травня 2010 в Осло, Норвегія. Авторами пісні є Джулі Фрост і Джон Гордон.

## Позиції в чартах
| Чарт (2010)                               | Найвища позиція |
| ----------------------------------------- | --------------- |
| Австралія (ARIA)                          | 37              |
| Австрія (Ö3 Austria Top 75)               | 2               |
| Бельгія (Ultratop Flanders)               | 4               |
| Бельгія (Ultratop Wallonia)               | 6               |
| Чехія (IFPI)                              | 25              |
| Данія (Tracklisten)                       | 1               |
| ЄС (European Hot 100 Singles)             | 1               |
| Фінляндія (Suomen virallinen lista)       | 1               |
| Німеччина (Media Control AG)              | 1               |
| Угорщина (Rádiós Top 40)                  | 3               |
| Ісландія (Tónlist)                        | 5               |
| Ірландія (IRMA)                           | 2               |
| Ізраїль (Media Forest)                    | 4               |
| Люксембург (Billboard)                    | 1               |
| Нідерланди (Dutch Top 40)                 | 31              |
| Норвегія (VG-lista)                       | 1               |
| Польща (Polish Music Charts)              | 5               |
| Словаччина (IFPI)                         | 6               |
| Іспанія (PROMUSICAE)                      | 23              |
| Швеція (Sverigetopplistan)                | 1               |
| Швейцарія (Media Control AG)              | 1               |
| Велика Британія (Official Charts Company) | 30              |